# Gewerkschaft Öffentlicher Dienst

Logo Mitgliedermagazin GÖD – Der Öffentliche Dienst aktuell

Die Gewerkschaft Öffentlicher Dienst (GÖD) ist mit 266.340 Mitgliedern (Stand 2025) nach der Gewerkschaft GPA die zweitstärkste Gewerkschaft des Österreichischen Gewerkschaftsbundes.

## Organisation und Aufbau
Die GÖD ist hierarchisch organisiert in Betriebsausschüssen, Landesvertretungen, Landesvorständen, Bundesvertretungen, Vorstand und dem Präsidium. Das durch die konservative Tradition der öffentlich Bediensteten in Österreich, die nie im größeren Umfang in der Arbeiterbewegung involviert waren, veränderte Kräfteverhältnis im Vergleich zu den anderen Teilgewerkschaften spiegelt sich auch in den politischen Vertretungen in der GÖD wider, die seit Bestehen der Gewerkschaft von der Fraktion Christlicher Gewerkschafter (FCG) bestimmt wird.

### Übergreifende Gewerkschaftsgremien
Mit Zustimmung der Bundeskonferenz können zur Behandlung gemeinsamer beruflicher Angelegenheiten für Gruppen von Mitgliedern, die mehreren Vertretungen angehören, Gremien gebildet werden.
- ARGE der Allgemeinen Verwaltung
- ARGE der Landesbediensteten
- ARGE der Lehrer
- Exekutivgewerkschaft (bestehend aus Polizei- und Justizwachegewerkschaft)

## Geschichte und Personelles
Schon im 15. Jahrhundert bildeten sich Bruderschaften, die ersten selbständigen Gesellenvereinigungen. Sie waren die Vorläufer der Gewerkschaft.
Erst am 7. April 1870 wurde das Koalitionsgesetz erkämpft. Durch eine Absprache von Arbeitnehmern zu gemeinschaftlicher Einstellung der Arbeit wurden ein höherer Lohn oder günstigere Arbeitsbedingungen erzwungen.
1893 schufen vielen kleine Vereinigungen erfolgreich eine Dachorganisation. Sie wurde vom starken Zusammengehörigkeitsgefühl und der Solidarität der Mitglieder getragen. Der Wirkungsbereich erstreckte sich damals auf das weite Gebiet der Monarchie mit über 50 Millionen Einwohnern. Zur Republik Österreich schrumpfte dieses große Gebilde durch den Zusammenbruch im Jahr 1918.
Ein neuer Rückschlag kam 1934: Die Freien Gewerkschaften wurden aufgelöst und auch die Christlichen Gewerkschaften zur Selbstauflösung gezwungen. Jede Gewerkschaft war von 1939 bis 1945 verboten.
Nach der Befreiung Wiens vom Hitlerjoch im April 1945 fanden sich etliche ehemalige Funktionäre zusammen und bauten eine moderne österreichische Gewerkschaftsbewegung auf.
Am 15. April 1945 erfolgte die offizielle Gründung des Österreichischen Gewerkschaftsbundes (ÖGB) unter dem Vorsitz von Johann Böhm. Der Österreichische Gewerkschaftsbund stellt die größte österreichische Arbeitnehmerbewegung dar. Die Berufsvereinigung umfasst alle unselbständigen Erwerbstätigen.
Gültig wurde die Gründung durch die Zustimmung der russischen Militärkommandantur am 30. April 1945. Das ermöglichte die Österreichische Delegation, bestehend aus Böhm, Fiala, Weiberger, Krisch und Smeykal, beim russischen Kommandanten General Alexej Blagodatow. Auch 1945 wurde die Gewerkschaft der öffentlich Angestellten gegründet.
Zwischen 1952 und 1979 hieß sie Gewerkschaft der öffentlichen Bediensteten.
Am 27. April 1979 kam der neue Name Gewerkschaft öffentlicher Dienst.
Nachdem sich Norbert Schnedl nach knapp sieben Jahren im Amt zurückgezogen hatte, folgte beim Bundestag am 12. September 2023 der einstige Chef der Lehrergewerkschaft, Eckehard Quin, mit 91 Prozent zum neuen Vorsitzenden der GÖD. Auch als Beamtengewerkschaftsvorsitzender setze er sich bei den Lehrerinnen und Lehrern „für gute Arbeitsbedingungen“ ein, antwortete er, als er auf Maßnahmen gegen die knappe Personalsituation an Österreichs Schulen angesprochen wurde. Das sei im öffentlichen Dienst umso wichtiger, als es aufgrund der im Vergleich zur Privatwirtschaft „höheren Qualifikationsanforderungen schwieriger ist, Leute zu rekrutieren“. Zu viele Kolleginnen und Kollegen würden den öffentlichen Dienst „nach zehn bis 15 Jahren wieder verlassen“, wenn dort die Bedingungen nicht stimmten.
2024 wollte die Regierung erstmals nicht mit der Gewerkschaft über eine Gehaltserhöhung für das Jahr 2025 verhandeln. Nach einer Dienstellenversammlung kam es Minuten vor der dann sehr kurzfristig abgesagten Demonstration zu einem Gehaltsabschluss für zwei Jahre.

### Vorsitzende
- 1945–1948: Franz Rubant (SPÖ)[8][9]
- 1948–1968: Fritz Koubek (SPÖ)[10][9]
- 1968–1977: Alfred Gasperschitz (ÖVP)[9]
- 1977–1989: Rudolf Sommer (ÖVP)[9]
- 1989–1997: Siegfried Dohr (ÖVP)
- 1997–2016: Fritz Neugebauer (ÖVP)[11]
- 2016–2023: Norbert Schnedl[12]
- seit 2023: Eckehard Quin[13]